# Агюдель
Агюде́ль (фр. Agudelle) — коммуна во Франции, находится в регионе Пуату — Шаранта. Департамент коммуны — Приморская Шаранта. Входит в состав кантона Жонзак. Округ коммуны — Жонзак.
Код INSEE коммуны — 17002.

## Население
Население коммуны на 2010 год составляло 106 человек.
| 1962 | 1968 | 1975 | 1982 | 1990 | 1999 | 2010 |
| ---- | ---- | ---- | ---- | ---- | ---- | ---- |
| 165  | 166  | 118  | 119  | 99   | 125  | 106  |

## Экономика
В 2010 году среди 67 человек трудоспособного возраста (15—64 лет) 45 были экономически активными, 22 — неактивными (показатель активности — 67,2 %, в 1999 году было 68,1 %). Из 45 активных жителей работали 43 человека (22 мужчины и 21 женщина), безработных было 2 (1 мужчина и 1 женщина). Среди 22 неактивных 3 человека были учениками или студентами, 11 — пенсионерами, 8 были неактивными по другим причинам.